# Лозівська міська територіальна громада
Лозівська міська громада — територіальна громада в Україні, на територіях Лозівської міськради та Лозівського району Харківської області. Адміністративний центр — місто Лозова.
Утворена 31 серпня 2018 року шляхом приєднання 10 суміжних територіальних громад: Катеринівської, Кінненської, Комсомольської, Миколаївської, Новоіванівської, Царедарівської, Чернігівської, Шатівської сільських рад Лозівського району та Панютинської селищної ради, Домаської сільської ради Лозівської міської ради — до Лозівської міської ради обласного значення.
20 грудня 2018 року до неї доєдналися ще 8 суміжних територіальних громад: Артільна, Яковлівська, Перемозька, Садівська, Тихопільська, Єлизаветівська, Бунаківська та Павлівська Друга сільські ради Лозівського району. 29 березня 2019 року до неї доєдналася ще територіальна громада Смирнівської сільської ради Лозівського району.
Відповідно до Закону України «Про внесення змін до Закону України „Про добровільне об'єднання територіальних громад“ щодо добровільного приєднання територіальних громад сіл, селищ до територіальних громад міст республіканського Автономної Республіки Крим, обласного значення» громади, утворені внаслідок приєднання суміжних громад до міст обласного значення, визнаються спроможними і не потребують проведення виборів.
12 червня 2020 року на її основі була сформована Лозівська міська територіальна громада у складі 24 колишніх рад із адміністративним центром у місті Лозова.

## Населені пункти
До складу громади входить 1 місто (Лозова), 9 селищ (Кінне, Краснопавлівка, Лагідне, Лиманівка, Миролюбівка, Нижня Краснопавлівка, Нове, Орілька, Чернігівське) та 81 село:.
- Артільне
- Бакшарівка
- Барабашівка
- Благодатне
- Богомолівка
- Браїлівка
- Братолюбівка
- Бритай
- Бунакове
- Веселе
- Веселе
- Вільне
- Водолага
- Герсеванівка
- Герсеванівське
- Городнє
- Горохівка
- Григоросове
- Дивізійне
- Довгове
- Домаха
- Єлизаветівка
- Запарівка
- Запорізьке
- Захарівське
- Зелений Гай
- Іванівка
- Катеринівка
- Копані
- Лиман
- Литовщина
- Лісівське
- Мальцівське
- Мар'ївка
- Миколаївка
- Миколаївка
- Миколаївка
- Мирне
- Миролюбівка
- Миронівка
- Михайлівка
- Надіївка
- Надійне
- Нестеліївка
- Нова Іванівка
- Нова Мечебилівка
- Новоселівка
- Оддихне
- Олександрівка
- Олексіївка
- Павлівка Друга
- Перемога
- Петропілля
- Плисове
- Поди
- Полтавське
- Привілля
- Різдвянка
- Роздори
- Рубіжне
- Садове
- Світловщина
- Святушине
- Сергіївка
- Смирнівка
- Степанівка
- Степове
- Страсне
- Тихопілля
- Українське
- Українське
- Федорівка
- Федорівка
- Хижняківка
- Хлібне
- Царедарівка
- Червоний Кут
- Шатівка
- Шугаївка
- Яблучне
- Яковлівка